# Epicadinus trispinosus
Epicadinus trispinosus är en spindelart som först beskrevs av Władysław Taczanowski 1872.  Epicadinus trispinosus ingår i släktet Epicadinus och familjen krabbspindlar. Inga underarter finns listade i Catalogue of Life.